# Angel Boris
Angel Lynn Boris (nacida el 2 de agosto de 1974 en Fort Lauderdale, Florida) es una modelo y actriz estadounidense acreditada algunas veces como Angel Boris Reed.

## Carrera
Mientras trabajaba para Hawaiian Tropic, apareció en Playboy en unas ilustraciones que presentaban mujeres de Hawaiian Tropic, y en julio de 1996 se convirtió en Playmate del Mes para Playboy. Su desplegable central fue fotografiado por Richard Fegley. Aparece en muchas ediciones especiales de la revista. También ha actuado en varias películas (como Warlock III: The End of Innocence) y ha aparecido en numerosas series de televisión y vídeos musicales (e.g., Monster Magnet - "Heads Explode"). Boris fue invitada frecuente en la serie de televisión Beverly Hills, 90210 como Emma Bennett en la temporada 8. Interpretó a una periodista que seduce a Brandon Walsh. Boris también compitió en la edición Playmate del show de la NBC Fear Factor, quedando segunda contra Lauren Michelle Hill.
En 2001, apareció en la telenovela General Hospital durante seis meses, interpretando a un personaje cuyo nombre era también Angel.
En 2006 interpretó el papel de Cindy en la película The Still Life.